# 安德帝姬
安德帝姬（1102年—1143年前），宋徽宗第四女，生母顯肅皇后。初封淑庆公主，改封安福。寻改号帝姬，再封安德。安德帝姬自幼便聰穎可愛，同時長得十分貌美，所以深受宋徽宗的喜愛，後來下嫁於宋左衛將軍宋邦光，並且生下了一女。
南宋初年的史料《靖康皇族陷虏记》未记载公主被虏北上后的具体情况，只知在此书成文时（1143年前）公主已故，驸马宋光邦尚在人世。

## 关联
- 帝姬